# Agência Nacional de Vigilância Sanitária
Die Agência Nacional de Vigilância Sanitária (Anvisa, ANVISA) ist die 1999 gegründete brasilianische Nationale Behörde für Gesundheitsüberwachung mit Sitz in Brasília.
Die Behörde ist über einen Managementvertrag an das brasilianische Gesundheitsministerium (Ministério da Saúde) angebunden, administrativ und finanziell aber unabhängig von diesem.

## Geschichte
ANVISA wurde während der Regierung des Präsidenten Fernando Henrique Cardoso im Jahr 1999 gegründet (Gesetz nº 9.782 vom 26. Januar 1999). Geleitet wird sie von einem fünfköpfigen Direktorenkollegium, derzeit (2016) unter dem Vorsitz des Mediziners Jarbas Barbosa da Silva Júnior.

## Aufgaben und Tätigkeiten
Zu den Aufgaben gehören die Koordination des Nationalen Systems zur Gesundheitsüberwachung (Sistema Nacional de Vigilância Sanitária) und des Nationalen Programms für Blut und Blutprodukte sowie die Zulassung von Arzneimitteln und die Registrierung von importierten Lebensmitteln.
Außerdem unterstützt ANVISA das brasilianische Patentamt Instituto Nacional da Propriedade Industrial (INPI) bei der Patentierung von Medikamenten, festgelegt im Gesetz nº 10.196, von 2001. Darin heißt es in einem – umstrittenen – Artikel „Die Erteilung von Patenten für pharmazeutische Produkte und Prozesse bedarf der vorherigen Zustimmung der Anvisa.“ Die Aufgaben entsprechen denen des Robert Koch-Instituts in Deutschland.
Weltweite Aufmerksamkeit erlangte 2021 der Beschluss der Anvisa, den Import des russischen Impfstoffes Sputnik V zu untersagen. Dass die Anvisa im September 2021 ein Fußballspiel zwischen Brasilien und Argentinien sechs Minuten nach Start der Partie wegen Verstößen gegen Corona-Bestimmungen unterbrach und drei argentinische Spieler vom Feld holte, sorgte ebenfalls für weltweite Schlagzeilen.